# Axis (os)
|  | Aquest article tracta sobre l'os Axis. Si cerqueu altres significats, vegeu «Axis». |

L'os axis (anomenat d'aquesta manera per la paraula llatina axis, que significa eix) és una de les vèrtebres cervicals (C2). L'axis és a sota l'atles i sobre la vèrtebra cervical C3, amb els quals s'articula. Les vèrtebres cervicals són les menys gruixudes i les de més mobilitat. La primera cervical, l'atles, és una vèrtebra incompleta, i la segona, l'axis, permet la rotació lateral del coll. El cos de l'axis presenta l'apòfisi odontoide (que és el cos de l'atles) i la funció principal del lligament transvers és evitar que l'apòfisi odontoide lesioni la medul·la espinal en cas de col·lisió.

## Estructura
Davant presenta mitja cresta longitudinal que separa dues depressions laterals per a la unió dels músculs del Longus colli. La seva superfície interior és còncava abans del costat posterior i convexa de costat a costat. En la seva superfície anterior és ovalada o gairebé circular per articular-se amb l'arc anterior de l'atles.